# Marie Motlová
Marie Motlová (ur. 1 maja 1918 w Borze, zm. 26 sierpnia 1985 w Pradze) – czeska aktorka.
W 1943 ukończyła studia w praskim konserwatorium. W 1945 związała się jednak z lewicową trupą teatralną D 34 (Divadlo D 34), a następnie ze studiem Jindřicha Honzla. W filmie zadebiutowała w 1969 jako babcia Homolkowa w filmie Straszne skutki awarii telewizora. Wystąpiła w 32 filmach fabularnych, głównie komediach.
W Polsce znana głównie jako Ema, gospodyni dr. Sovy w popularnym serialu Szpital na peryferiach (1977 i 1981), babcia Kubánkova w serialu Kobieta za ladą, a także jako babcia Homolkova w trylogii Jaroslava Papouška o rodzinie Homolków.